# طنطا للكتان والزيوت
شركة طنطا للكتان والزيوت هي شركة مقرها مصر لصناعة منتجات الكتان في مدينة طنطا.

## التاريخ
تأسست في عام 1954، وتم تأميمها في يوليو 1961. كانت مملوكة للحكومة المصرية حتى بيعت لمستثمر رئيسي من القطاع الخاص في عام 2005 بسعر أقل من سعر السوق. حدثت الاحتجاجات والإجراءات القانونية لعكس البيع. في سبتمبر 2011 ، نجحت الحكومة المصرية في اتخاذ إجراء قانوني لعكس عملية البيع وعودتها لملكية الدولة المصرية ولكنها فشلت في تنفيذها في ظل البيئة السياسية الصاخبة للثورة المصرية 2011 و2012-2013 . أدى الفشل في تنفيذ أمر من المحكمة لإعادة تأميم الشركة إلى قيام محكمة استئناف مصرية بإقرار قرار في 3 يوليو 2013 ، في نفس اليوم من الانقلاب المصري لعام 2013 ، لإقالة رئيس الوزراء هشام قنديل من مهامه وحكم عليه له لمدة سنة في السجن. في أواخر سبتمبر 2013 ، أقرت محكمة جنح القاهرة الحكم الصادر بحق قنديل وتم اعتقاله في 24 ديسمبر 2013. في 13 يوليو 2014 ، قبلت محكمة النقض استئناف قنديل وألغت الحكم بسجنه لمدة عام، وإخراجه من وظيفته ودفع غرامة قدرها 2000 جنيه مصري (285 دولار). ثم أُطلق سراحه في 15 يوليو 2014.